# Talp daurat de Fynbos
El talp daurat de Fynbos (Amblysomus corriae) és una espècie de talp daurat endèmica de Sud-àfrica. Els seus hàbitats naturals són els boscos temperats, boscos humits de terres baixes tropicals o subtropicals, sabanes humides, zones arbustoses temperades, vegetació arbustosa de tipus mediterrani, zones herboses temperades, zones herboses seques de terres baixes tropicals o subtropicals, costes sorrenques, terres arables, pastures, plantacions, jardins rurals, àrees urbanes i vegetació introduïda. Està amenaçat per la pèrdua d'hàbitat.